# James Glaisher
Ne doit pas être confondu avec James Whitbread Lee Glaisher.
James Glaisher, né le 7 avril 1809 à Rotherhithe (quartier résidentiel du sud de Londres), et mort le 7 février 1903 à Croydon, est un scientifique, astronome, météorologiste et aéronaute britannique.

## Biographie
Né à Rotherhithe, fils d'un horloger londonien, James Glaisher est assistant junior à l'Observatoire de Cambridge de 1833 à 1835 avant de se rendre à l'Observatoire royal de Greenwich, où il est surintendant du département de météorologie et magnétisme pendant 34 ans.
En 1845, Glaisher publie ses tableaux de points de rosée pour la mesure de l'humidité. Il est élu membre de la Royal Society en juin 1849.
Il fait partie des membres fondateurs de la Royal Meteorological Society en 1850 et de la Royal Aeronautical Society en 1866. Il est président de la Royal Meteorological Society de 1867 à 1868. James Glaisher est élu membre de la Royal Photographic Society en 1854 et en est le président de multiples années entre 1869 et 1892. Il en est resté membre jusqu'à sa mort. Il a également été président de la Royal Microscopical Society. Mais James Glaisher est surtout connu comme un pionnier de l'aéronautique. Entre 1862 et 1866, il effectue de nombreuses ascensions en tant que copilote, la plupart du temps avec Henry Tracey Coxwell, pour mesurer la température et l'humidité de l'atmosphère aux plus hautes altitudes,. 
Leur ascension le 5 septembre 1862 bat le record du monde d'altitude, mais il s’évanouit à environ 8 800 mètres avant d'avoir pu prendre une seule mesure. L'un des pigeons embarqués meurt. Les estimations suggèrent qu'ils se sont élevés à plus de 9 500 mètres et jusqu'à 10 900 mètres d'altitude,,,.
Il décède en 1903 à Croydon, dans la banlieue sud de Londres, à l'âge de 93 ans. Une plaque est apposée en sa mémoire au 20 Dartmouth Hill, dans le district de Blackheath au sud-est de Londres, où il a vécu. 
Le film The Aeronauts sorti en 2019 raconte l'histoire de l'ascension de 1862. Eddie Redmayne y interpréte le personnage de James Glaisher,.